# Ceraticelus agathus
Ceraticelus agathus là một loài nhện trong họ Linyphiidae. Chúng được Ralph Vary Chamberlin miêu tả năm 1949.